# Omari Forson
Omari Nathan Forson (Londra, 20 luglio 2004) è un calciatore inglese, centrocampista o attaccante del Monza.

## Biografia
Nato nel sobborgo londinese di Hammersmith, ha origini ghanesi.

## Carriera

### Club

#### Manchester United
Dopo aver frequentato i settori giovanili di West Ham Utd e Tottenham, nel gennaio del 2019 approda nel settore giovanile del Manchester Utd. Nell'agosto del 2021 firma il suo primo contratto da professionista con il club.
All'inizio della stagione 2023-2024 viene inserito all'interno dei convocati per il ritiro a Oslo, dove diventa protagonista di una vittoria contro il Leeds Utd. Fa il proprio debutto ufficiale con la maglia dei Red Devils l'8 gennaio 2024, in occasione di un match contro il Wigan valido per il terzo turno di FA Cup. Il 1º febbraio sigla il proprio esordio in Premier League, servendo l'assist del momentaneo 0-2 a Rasmus Højlund negli sviluppi di una gara contro il Wolverhampton. Termina la stagione con un totale di 7 presenze, di cui 3 in FA Cup.

#### Monza
L'11 giugno 2024 viene acquistato a parametro zero dal Monza, in Serie A, sottoscrivendo un contratto quadriennale con decorrenza dal 1º luglio. Marca il suo debutto in campionato il successivo 22 settembre, in occasione di una gara casalinga persa contro il Bologna. Quattro giorni dopo esordisce anche in Coppa Italia, nel secondo turno contro il Brescia. Conclude la sua prima annata con 11 presenze totali e con i brianzoli retrocessi in Serie B dopo tre anni in massima divisione.

### Nazionale
Ha giocato con le nazionali giovanili Under-15, Under-16, Under-19 e Under-20 dell'Inghilterra.

## Statistiche

### Presenze e reti nei club
Statistiche aggiornate all'11 maggio 2025
| Stagione        | Squadra         | Campionato      | Campionato | Campionato | Coppe nazionali | Coppe nazionali | Coppe nazionali | Coppe continentali | Coppe continentali | Coppe continentali | Altre coppe | Altre coppe | Altre coppe | Totale | Totale | Totale |
| Stagione        | Squadra         | Comp            | Pres       | Reti       | Comp            | Pres            | Reti            | Comp               | Pres               | Reti               | Comp        | Pres        | Reti        | Pres   | Reti   |        |
| --------------- | --------------- | --------------- | ---------- | ---------- | --------------- | --------------- | --------------- | ------------------ | ------------------ | ------------------ | ----------- | ----------- | ----------- | ------ | ------ | ------ |
| 2023-2024       | Manchester Utd  | PL              | 4          | 0          | FACup+CdL       | 3+0             | 0               | UCL                | 0                  | 0                  | -           | -           | -           | 7      | 0      |        |
| 2024-2025       | Monza           | A               | 9          | 0          | CI              | 2               | 0               | -                  | -                  | -                  | -           | -           | -           | 11     | 0      |        |
| Totale carriera | Totale carriera | Totale carriera | 13         | 0          |                 | 5               | 0               |                    | -                  | -                  |             | -           | -           | 18     | 0      |        |

## Palmarès

### Club

#### Competizioni giovanili
- FA Youth Cup: 1

Manchester United: 2021-2022

#### Competizioni nazionali
- Coppa d'Inghilterra: 1

Manchester United: 2023-2024